# Stazione di San Giovanni in Croce
Stazione di San Giovanni in Croce vasútállomás Olaszországban, Lombardia régióban, San Giovanni in Croce településen.

## Vasútvonalak
Az állomást az alábbi vasútvonalak érintik:
- Brescia–Parma-vasútvonal

## Kapcsolódó állomások
A vasútállomáshoz az alábbi állomások vannak a legközelebb:
- Stazione di Casalmaggiore
- Stazione di Piadena